# Shigeo Ōdachi
Shigeo Ōdachi (大達茂雄, Ōdachi Shigeo) (5 janvier 1892 - 25 septembre 1955) est un bureaucrate, homme politique et ministre japonais.

## Biographie
Plus jeune fils d'un brasseur de saké, Ōdachi est né dans l'actuelle ville d'Hamada. Diplômé en 1916 de la faculté de droit de l'université impériale de Tokyo, il entre ensuite au ministère de l'Intérieur. Il gravit les échelons jusqu'à devenir vice-directeur du bureau des affaires locales, et est nommé gouverneur de la préfecture de Fukui en 1932.
En 1934, Ōdachi est nommé secrétaire des Affaires internes et des Communications de l'agence de direction et de coordination du Mandchoukouo. Il aide Naoki Hoshino à développer le premier plan quinquennal de Mandchoukouo, qui met l'accent sur le développement de l'industrie lourde. Il retourne au Japon en 1939 et devient bureaucrate au ministère de l'Intérieur dans les cabinets de Nobuyuki Abe et Mitsumasa Yonai.
En 1942, Ōdachi est nommé maire civil de « Syonan » (Singapour) occupé par les Japonais. Durant cette période, il critique la mainmise de l'administration militaire japonaise, à travers l'armée impériale japonaise et ses actions, contre la population chinoise, ainsi que les civils opportunistes qui font de rapides profits durant l'occupation. Ses critiques du général Wataru Watanabe, administrateur militaire de Singapour mènent à la réaffectation de Watanabe ailleurs en 1943.
Ōdachi retourne au Japon en 1943, et avec la fusion de la ville de Tokyo et de la préfecture de Tokyo au sein de la métropole de Tokyo, il devient le premier administrateur de Tokyo, une position équivalente à l'actuel gouverneur de Tokyo (en). Avec la rapide détérioration de la situation japonaise durant la guerre et la menace de bombardements aériens sur Tokyo, il organise l'évacuation des enfants de la capitale. En septembre 1943, il donne l'ordre de tuer tous les animaux du zoo d'Ueno, un acte raconté dans le livre Fidèles éléphants (en) après-guerre. En juillet 1944, il est invité à rejoindre le cabinet du Premier ministre Kuniaki Koiso comme ministre de l'Intérieur. Ōdachi est décoré de l'ordre du Trésor sacré (1re classe) le 12 septembre 1944.
Après la capitulation du Japon, Ōdachi est (comme tous les autres membres du gouvernement durant la guerre) purgé du service public sur l'ordre des autorités d'occupation américaines. Cependant, il n'est jamais arrêté pour crimes de guerre. En 1953, il est élu à un siège à la chambre des conseillers du Japon au nom du parti libéral.
Avec le soutien du secrétaire général du Cabinet Taketora Ogata, Ōdachi rejoint le 5e cabinet de Shigeru Yoshida comme ministre de l'Éducation en 1953. Réputé pour son conservatisme et ses points de vue autoritaires, il est immédiatement en conflit avec l'union des enseignants japonais (en) gauchiste à propos de son programme scolaire pro-socialiste et pour les efforts d'Ōdachi de restaurer l'enseignement de la « morale publique » dans les écoles. Cela mène au passage de plusieurs lois visant à renforcer la neutralité politique des manuels scolaires et à la mise en place de restrictions sur l'embauche de fonctionnaires non civils comme enseignants dans les écoles publiques en 1954. Ces lois continuent à être critiquées par l'union des enseignants japonais jusqu'aux années 1960. Cependant, Ōdachi meurt d'un cancer à l'estomac en 1955 à 63 ans.